# Четирипръст тею
Четирипръстите теюи (Teius teyou) са вид влечуги от семейство Камшикоопашати гущери (Teiidae).
Разпространени са в Парагвай, северна Аржентина и съседни части на Боливия.
Таксонът е описан за пръв път от Франсоа Мари Доден през 1802 година.